# أداد شائع
خرشوف بري  أو أداد شائع (الاسم العلمي: Carlina vulgaris) نوع نباتي ينتمي إلى جنس الأداد من الفصيلة النجمية.